# Klubbhonungsskivling
Klubbhonungsskivling (Armillaria gallica) är en svampart som beskrevs av Marxm. & Romagn. 1987. Armillaria gallica ingår i släktet Armillaria och familjen Physalacriaceae.   Inga underarter finns listade i Catalogue of Life.
Synonyma vetenskapliga namn är A. bulbosa och A. lutea. Arten är vanlig och ekologiskt viktig som nedbrytare av organiskt material i skogsmark. Den kan skaffa näring genom att lösa upp och använda materialet från döda växter och även rötter och den nedersta delen av stammen på försvagade växter. Den har ett stort utbredningsområde och återfinns i de tempererade delarna av Asien, Nordamerika och Europa. Den bildar fruktkroppar i grupper eller enstaka direkt på jorden eller på ruttnande trävirke. 
I den svenska databasen Dyntaxa används istället namnet Armillaria lutea för samma taxon.  Arten är reproducerande i Sverige.

## Källor

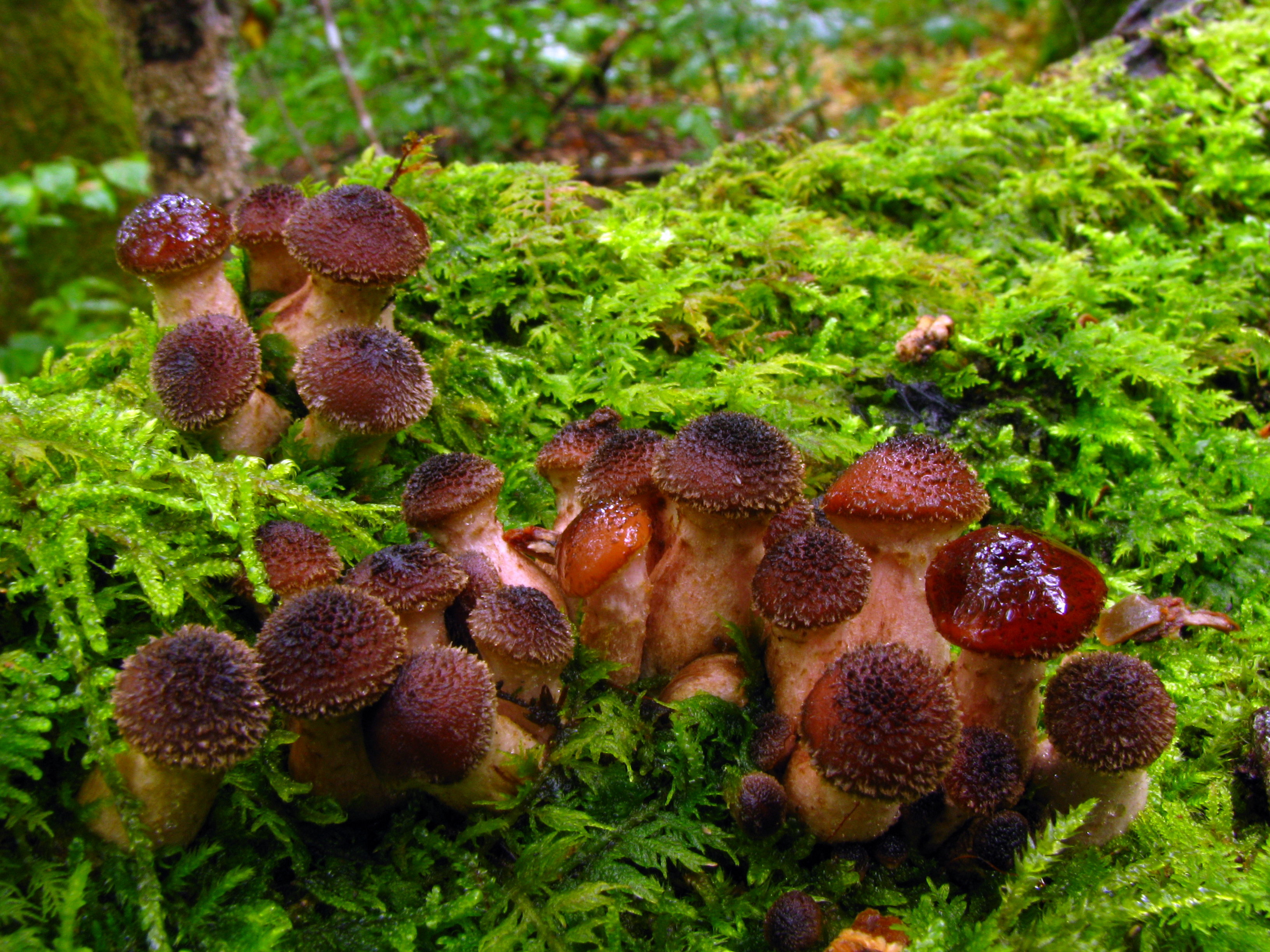
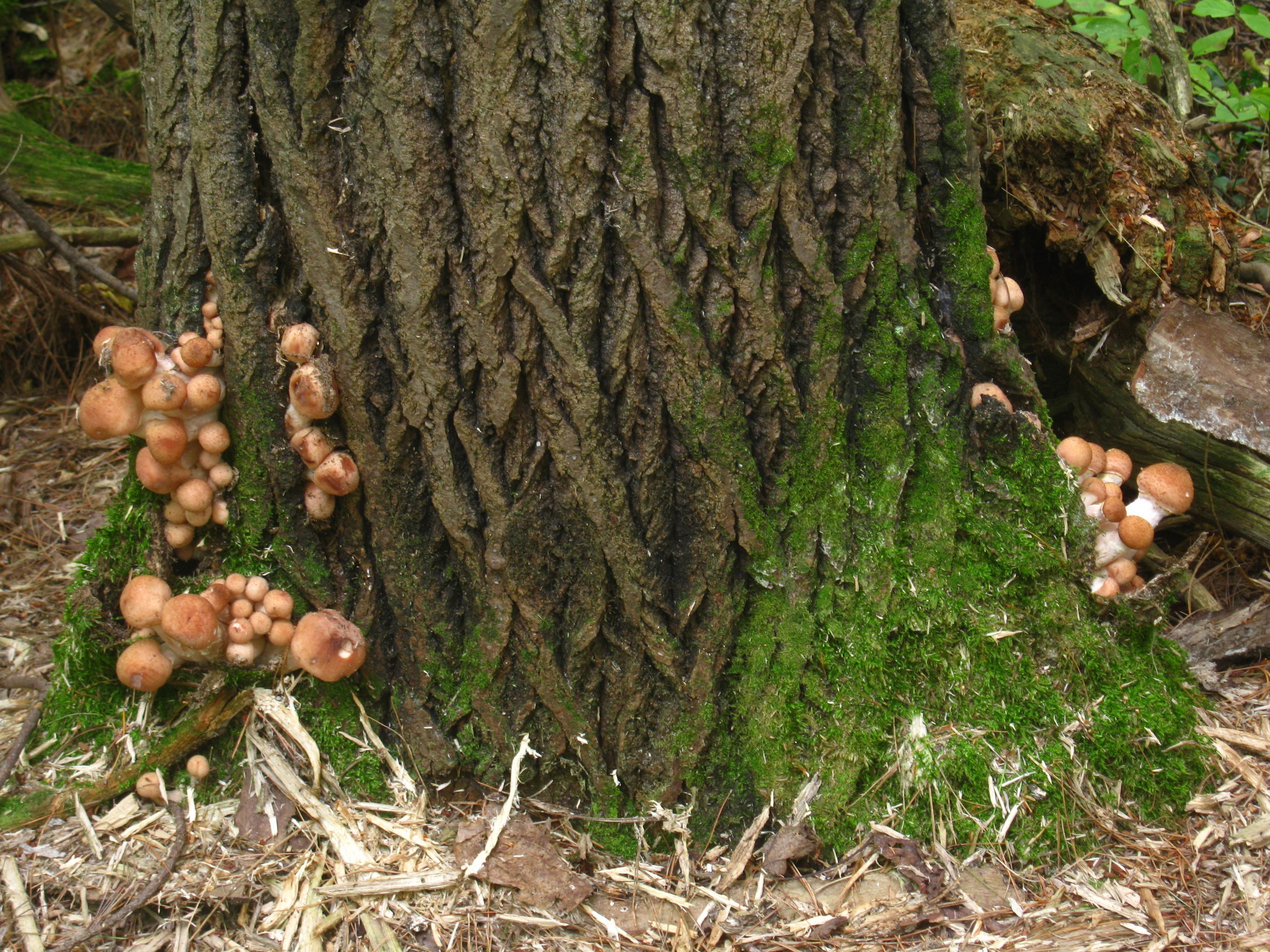
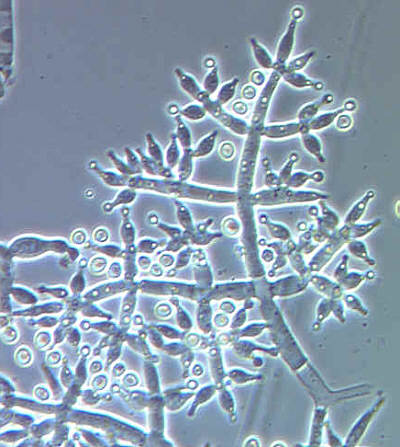
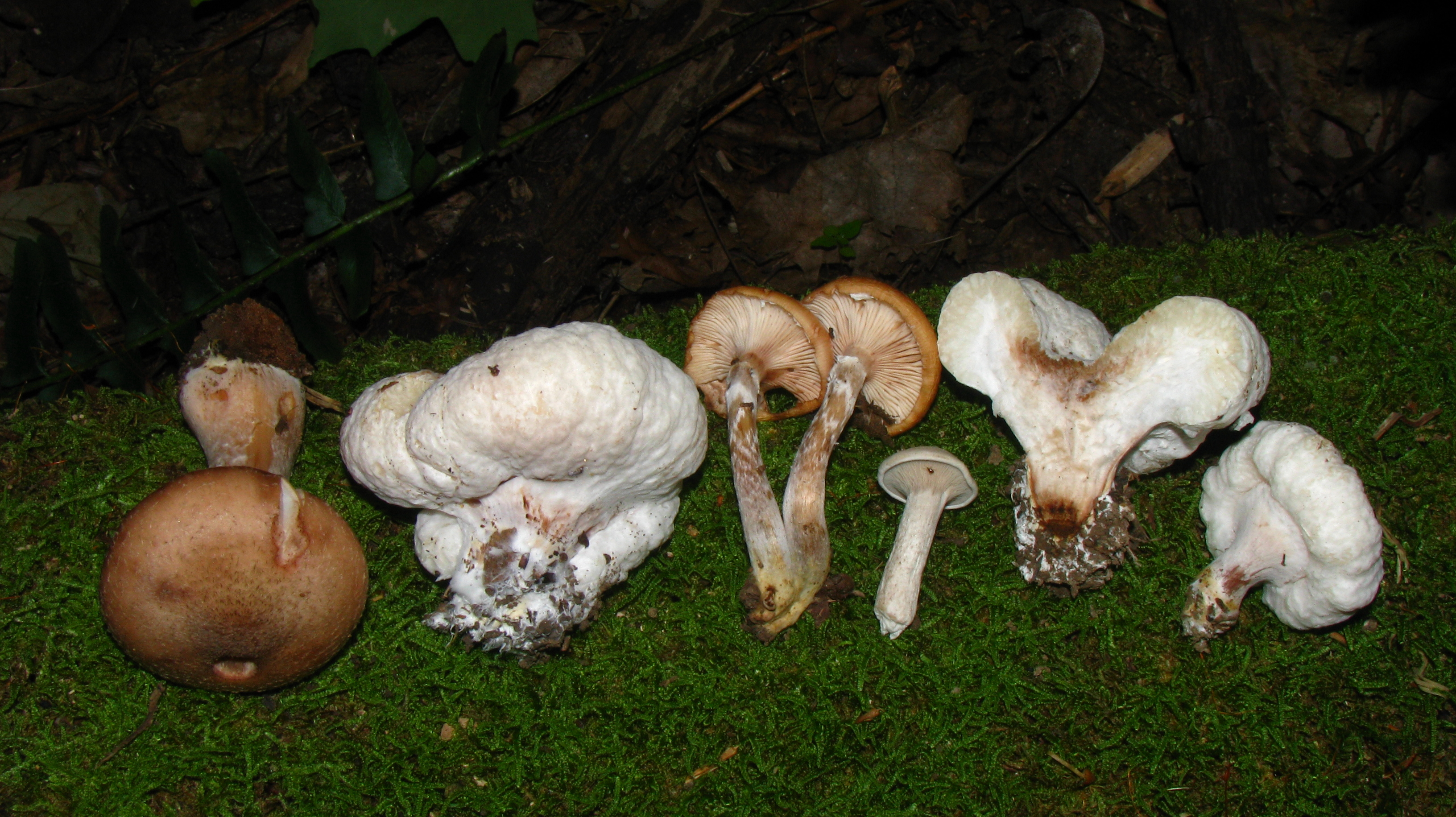
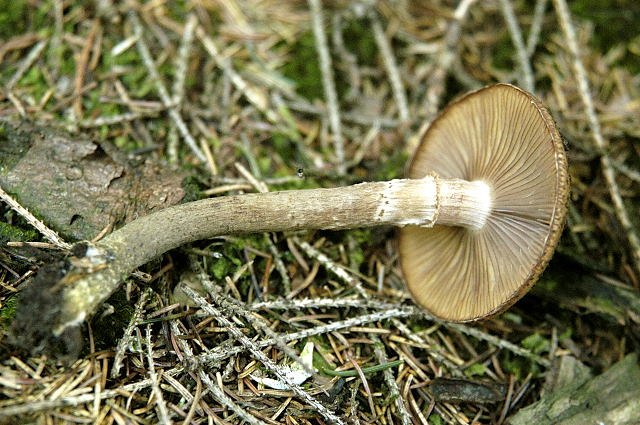
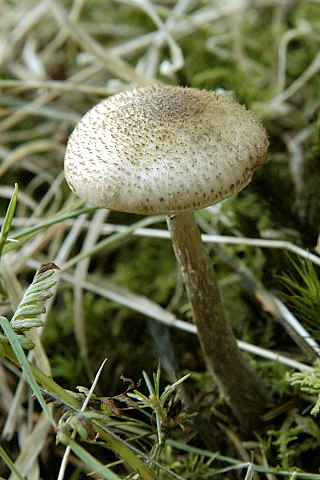
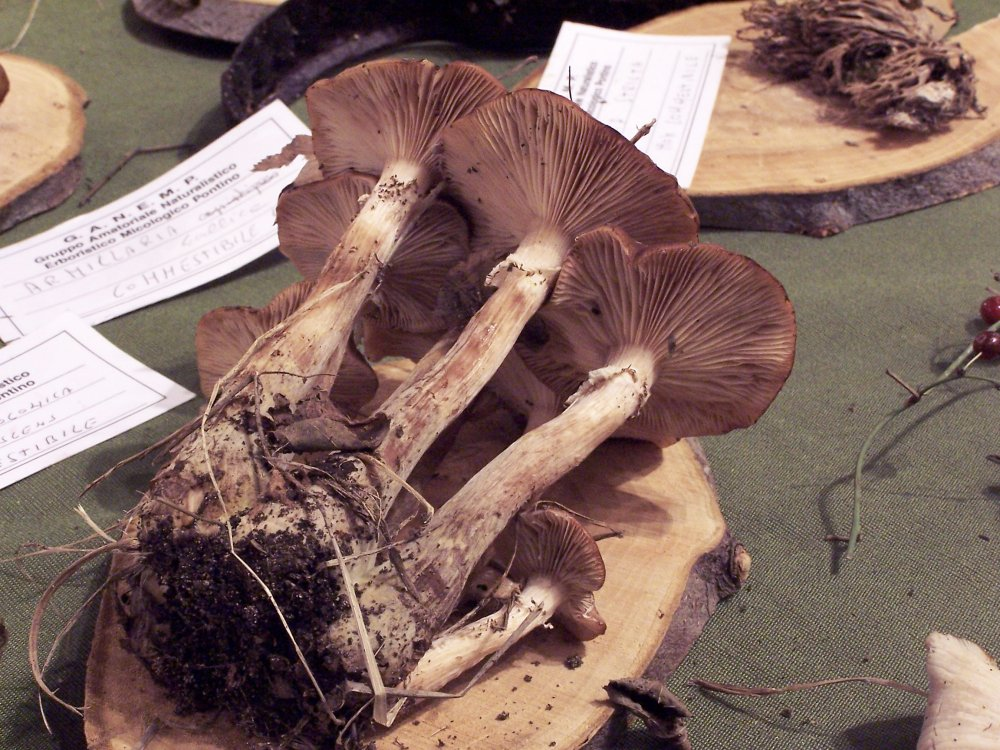
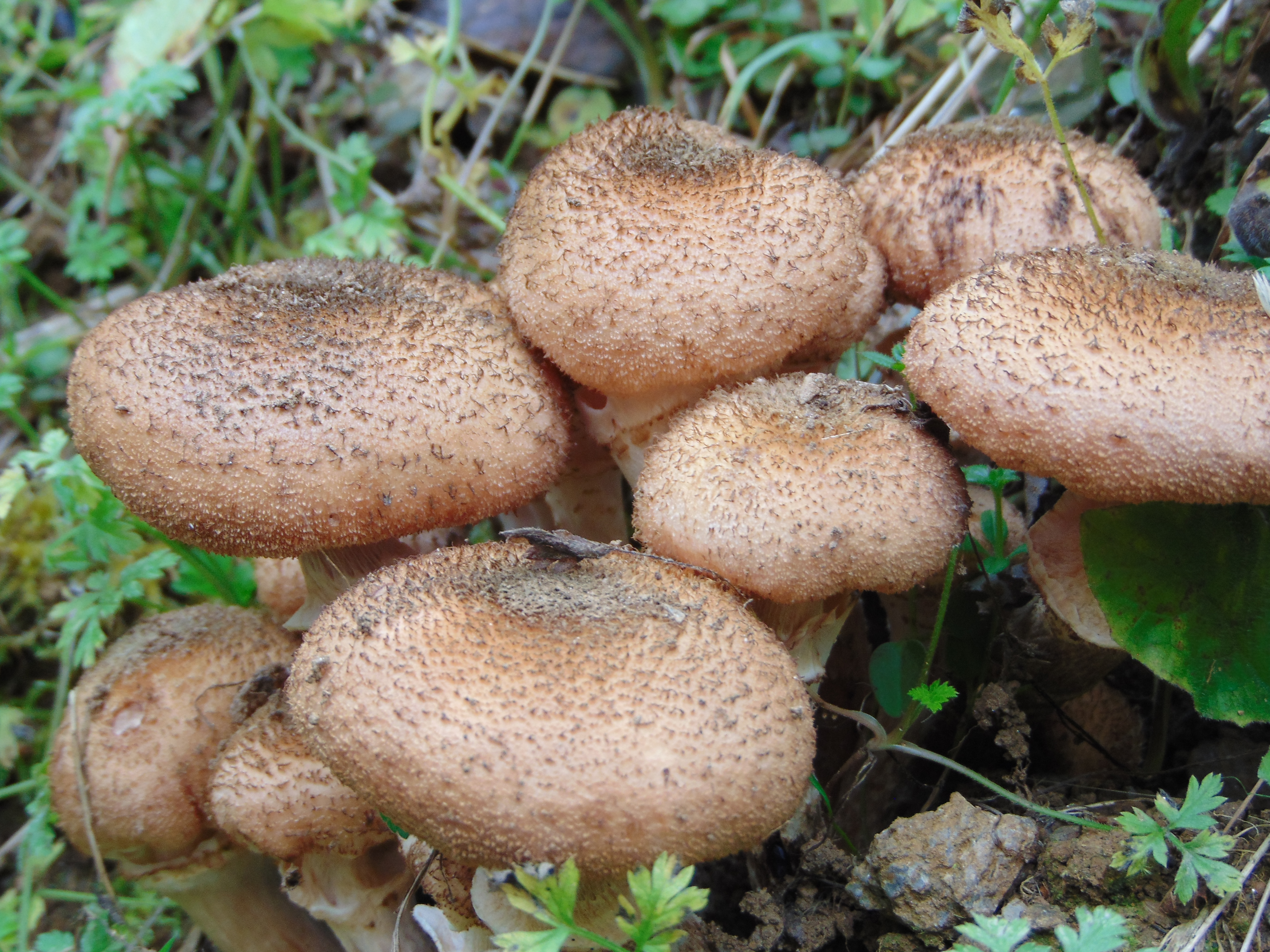
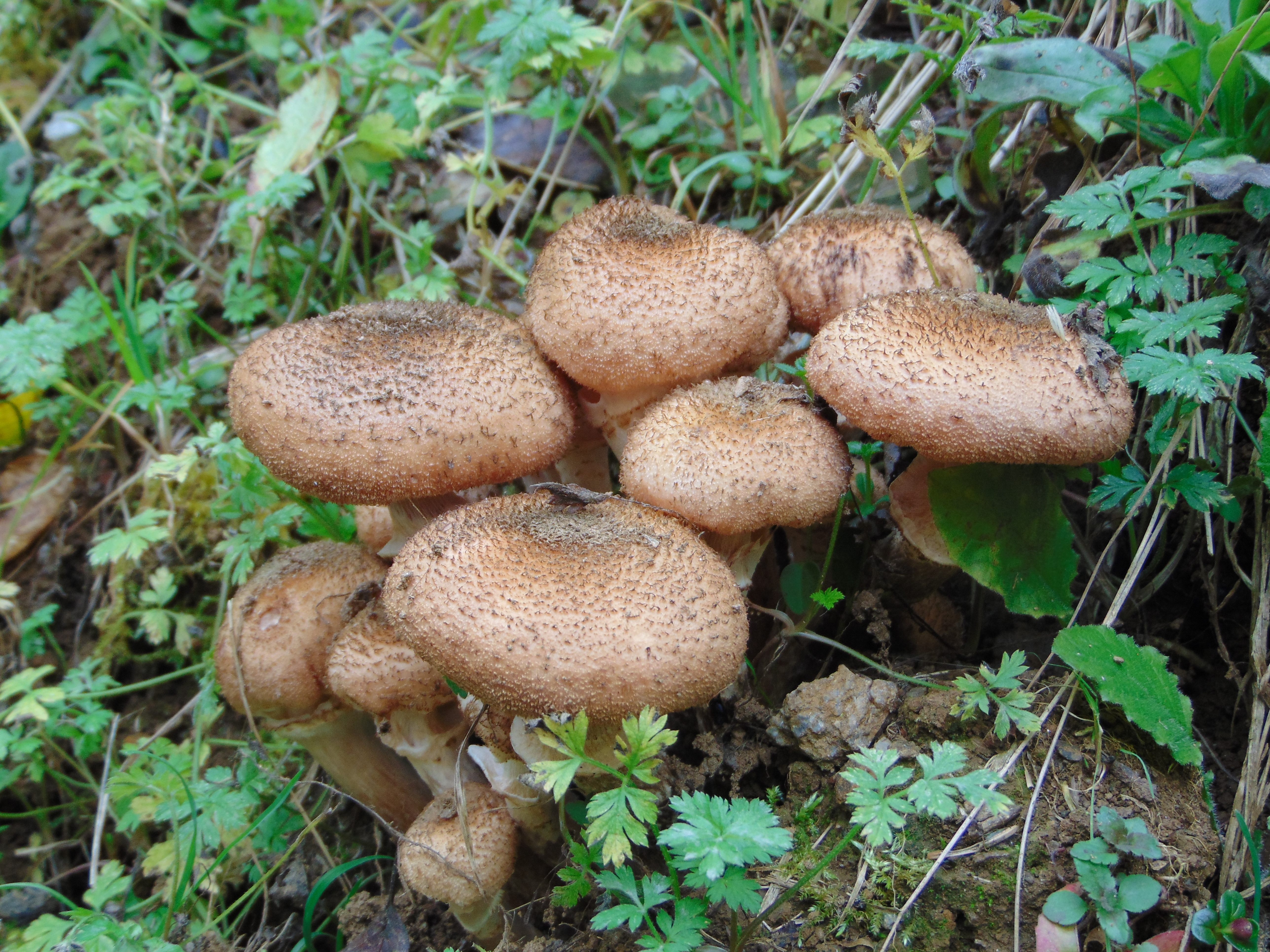
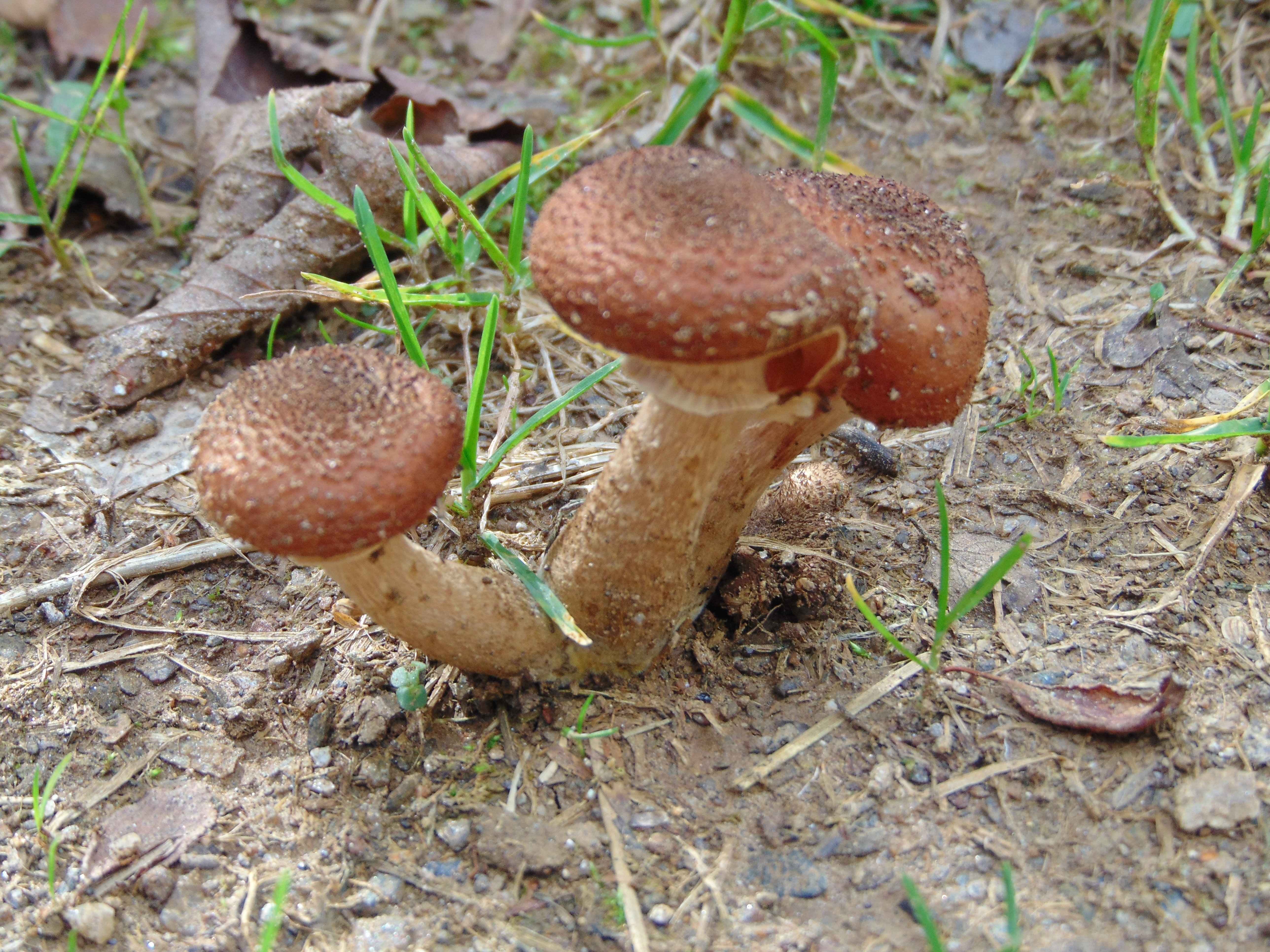
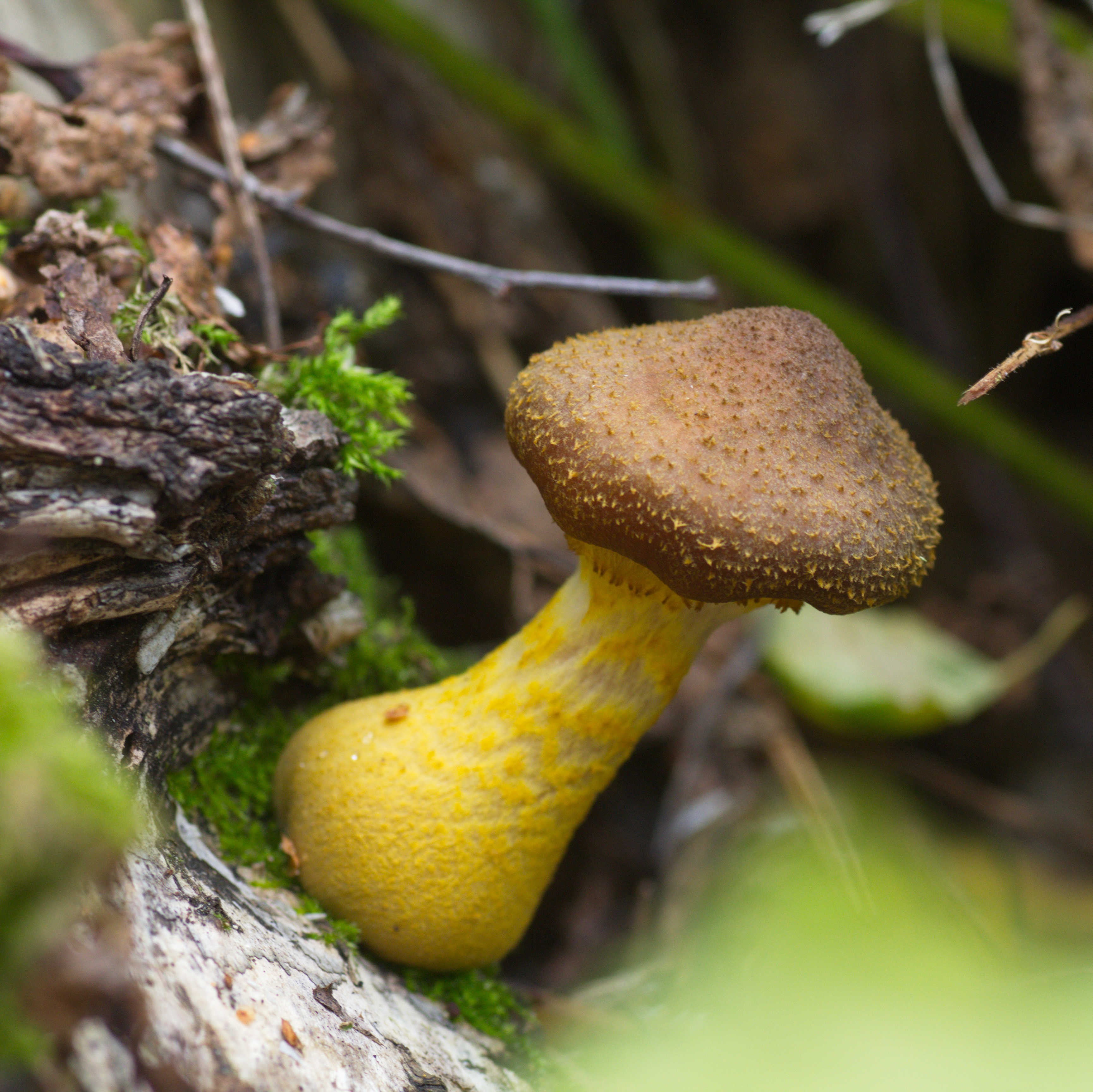
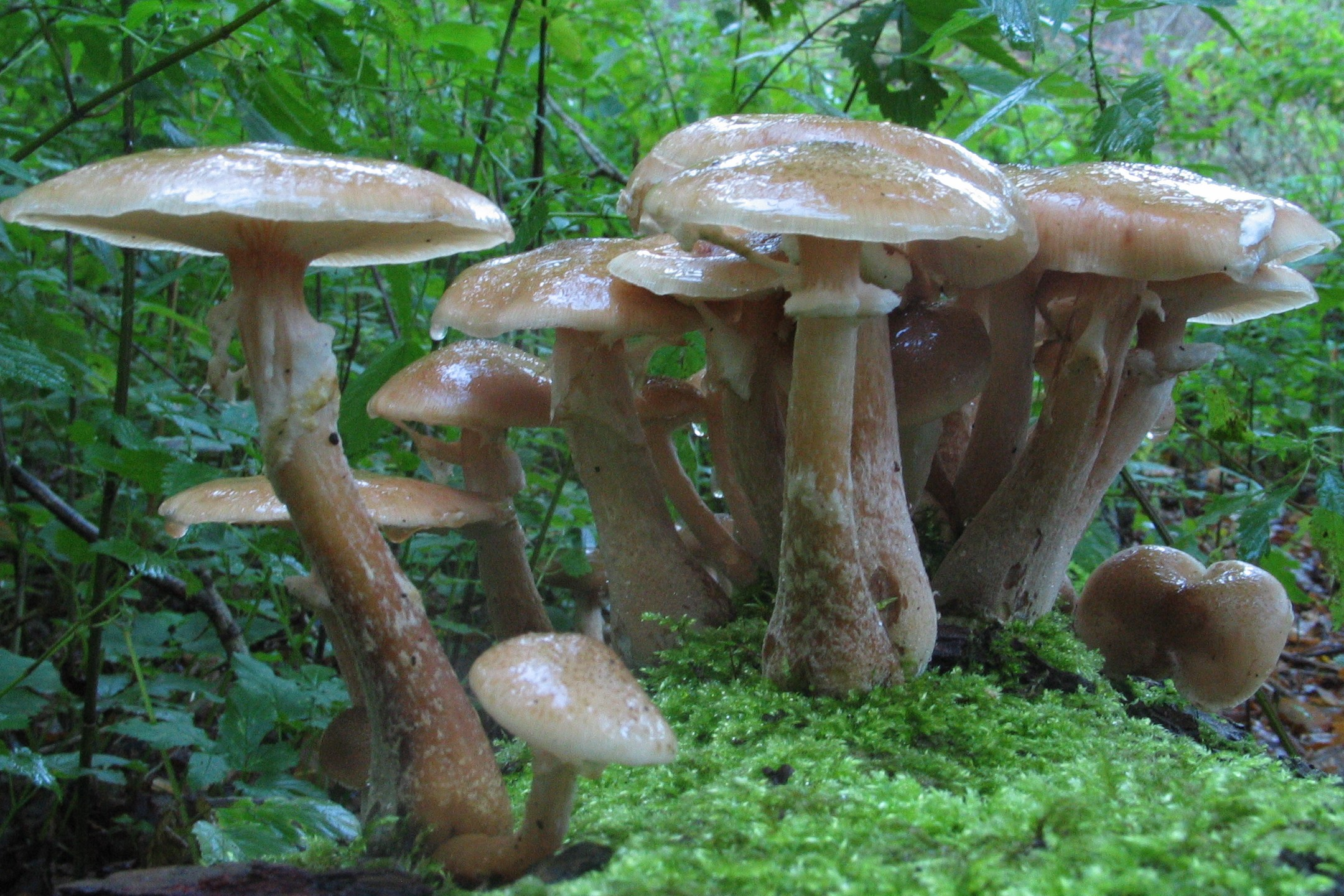